# Castanea ×neglecta
Castanea ×neglecta prirodna hibridna vrsta u rodu Castanea, predstavnik porodice bukovki (Fagaceae) čija je hibridna formula C. dentata × C. pumila.  Vrsta je raširen po istoku Sjedinjenih država, poimence: Arkansas, Louisiana, Sjeverna Karolina, Pennsylvania, Tennessee, Virginia. 
Castanea × neglecta je fanerofit, grm visine do 4 metra (13 stopa). Cvate u srpnju a sjeme dozrijeva u listopadu. Pojedinačni cvjetovi su muški ili ženski, ali oba spola mogu se naći na istoj biljci. Oprašivanje vrše kukci.

## Vanjske poveznice
|  | Wikivrste imaju podatke o taksonu Castanea × neglecta |